# Cyriacus Gericke
Cyriacus Gericke (* in Zerbst; † 8. Februar 1551 in Bernburg; auch Gercke, Jarchen, Jerchen, Geriche, Jercken) war ein deutscher lutherischer Theologe.

## Leben
Nach alten Überlieferungen soll Gericke einst Mönch und dann arcularis gewesen sein. Den Begriff des arcularis weiß man nicht zuzuordnen. Er soll sich der Reformation angeschlossen haben und in Wittenberg ein Schüler und Freund Martin Luthers geworden sein. Danach ging er nach Zerbst an die Kirche St. Nikolai, zwischendurch scheint er sich 1531 in Köthen aufgehalten zu haben, wo er die Stelle des Superintendenten für Göttingen ausschlug.
Er war danach bis zu seinem Lebensende Pastor und Superintendent in Bernburg. Dazu erwarb er am 6. September 1538 an der Universität Wittenberg das Lizentiat der Theologie und wurde am 9. September 1538 zum Doktor der Theologie promoviert. 1538 muss er gefährlich krank gewesen sein, sodass Luther einen Brief an der Rat der Stadt Bernburg richtete. Von ihm ist ein 1546 erschienener Druck bekannt „Ein christlich Gebet für Chur und Fürsten in Sachsen und Hessen sammt allen christlichen Ständen“, das er in Reimen verfasste.